# Mohamed Keita
Mohamed Keita (Conacri, 1 de janeiro de 1980) é um ex-futebolista profissional guineense que atuava como goleiro.

## Carreira
Mohamed Keita Sow representou o elenco da Seleção Guineense de Futebol no Campeonato Africano das Nações de 2004.